# Itame pallidula
Itame pallidula là một loài bướm đêm trong họ Geometridae.